# Schistosomatidae
Schistosomatidae é uma família de trematódeos digenéticos com ciclos de vida parasitários complexos. Estágios imaturos de desenvolvimento de esquistossomos são encontrados em moluscos e adultos ocorrem em vertebrados. O grupo mais bem estudado, os vermes sanguíneos do gênero Schistosoma, infectam e causam doenças em humanos. Outros gêneros que infectam vertebrados não humanos podem causar erupções cutâneas leves em humanos.
Os esquistossomos são dióicos (indivíduos de sexos separados), o que é excepcional no que diz respeito ao filo, os platelmintos, em que a maioria das espécies são hermafroditas (os indivíduos possuem sistemas reprodutivos masculino e feminino).

## História
Os ovos desses parasitas foram vistos pela primeira vez por Theodor Bilharz, um patologista alemão que trabalhava no Egito em 1851, que os encontrou durante uma autópsia. Ele escreveu duas cartas a seu ex-professor von Siebold em maio e em agosto de 1851, descrevendo suas descobertas. Von Siebold escreveu um artigo (publicado em 1852) resumindo as descobertas de Bilharz. Bilhart escreveu um artigo em 1856 descrevendo os vermes mais detalhadamente e chamou-os de Distoma haematobium. Sua morfologia incomum significava que eles não podiam ser confortavelmente incluídos em Distoma, então em 1856 Meckel von Helmsback criou o gênero Bilharzia para eles. Em 1858, Weinland propôs o nome Schistosoma ( grego : 'corpo dividido') após a morfologia dos vermes machos. Apesar de Bilharzia ter precedência, o nome de gênero Schistosoma foi oficialmente adotado pela Comissão Internacional de Nomenclatura Zoológica.
Em 1898, todas as espécies então conhecidas foram colocadas em uma subfamília por Stiles e Hassel. Foi então elevado à categoria de família por Looss em 1899. Poche em 1907 corrigiu um erro gramatical no nome da família. O ciclo de vida foi determinado por da Silva em 1908.

## Evolução
Existem várias famílias diferentes de trematódeos além da Schistosomatidae. Outras incluem os espiroquídeos (parasitas de tartarugas) e os sanguinicólidos (parasitas de peixes).
Os Schistosomatidae são considerados especialistas do sistema venoso e seu grupo irmão são generalistas do sistema vascular - os Spirorchiidae.
Os schistosomatidae diferem de outros vermes sanguíneos por terem sexos separados e hospedeiros homeotérmicos. Eles compensaram a redução de potenciais parceiros reprodutivos por
- uma superdispersão aumentada no hospedeiro vertebrado
- a redução do tempo de incubação dos ovos no ambiente externo
- a formação de pares permanentes imitando a condição hermafrodita
- o aumento da longevidade no hospedeiro definitivo
- aumento da fecundidade.

A colonização do sistema venoso foi possível graças à
- a radiação evolutiva em vertebrados terrestres
- o aumento da imunopatologia associada à alta e constante temperatura corporal dos vertebrados homeotérmicos.

Os espiroquídeos arteriais liberam ovos na direção do fluxo sanguíneo, resultando em uma ampla disseminação de ovos dentro do hospedeiro. A temperatura corporal mais baixa dos poiquilotérmicos é acompanhada por uma natureza sazonal da resposta imune nesses hospedeiros, resultando em uma patogênese quantitativamente reduzida. Os hospedeiros que sucumbiram à infecção provavelmente morreriam na água, onde os ovos poderiam ser liberados por predação, necrófagos ou decomposição e se desenvolverem com sucesso.
Já a colonização do sistema venoso por esquistossomos exige a colocação precisa dos ovos porque seus ovos são liberados contra o fluxo sanguíneo. Os ovos são então sequestrados dentro do sistema portal (ou plexo perivesicular em algumas espécies) dos homeotérmicos, o que restringe a dispersão dos ovos, mas limita a patologia resultante a órgãos menos sensíveis. Um número significativo de ovos pode escapar para o ambiente externo antes que um hospedeiro fortemente infectado seja incapacitado ou morra devido à infecção.
Os primeiros hospedeiros do esquistossomo eram pássaros. Com base em sua atual distribuição geográfica, o local de origem mais provável desta família é a Ásia, com subsequente disseminação para a Índia e África.
Apenas uma espécie é conhecida por infectar crocodilos - Griphobilharzia amoena. Esta espécie infecta o crocodilo de água doce Crocodylus johnstoni. A análise filogenética mostra que o gênero Griphobilharzia, em vez de ser um esquistossomo basal, é um parente dos espiroquídeos que infectam as tartarugas de água doce. Também mostrou que os espiroquídeos são os parentes mais próximos do esquistossomo.
Um esboço da evolução do esquistossomose agora é possível. As espécies ancestrais infectaram tartarugas de água doce e o ciclo de vida incluiu hospedeiros gastrópodes. Algumas dessas espécies, por sua vez, infectaram as tartarugas marinhas. Em algum ponto, membros de espécies que infectam tartarugas marinhas desenvolveram a capacidade de infectar pássaros - provavelmente aves aquáticas. Isso provavelmente ocorreu em algum lugar do continente asiático, presumivelmente na costa ou próximo a ela. A espécie de ave eventualmente desenvolveu a capacidade de infectar mamíferos. Este último desenvolvimento parece ter ocorrido em Gondwana entre 120 milhões de anos atrás e 70 milhões de anos atrás.

## Taxonomia
A família foi criada em 1926 por Stiles e Hassel para os Schistosoma, Sanguinicolidae e Spirorchiidae. Desde então, foi dividido em quatro subfamílias: Schistosomatinae, Bilharziellinae, Denrobilharziinae e Gigantobilharziinae. No Gigantobilharziinae, a ventosa ventral está ausente e o poro genital feminino está medialmente próximo à extremidade anterior do corpo. Nas Bilharziellinae, o poro ventral da mulher é sempre posterior à ventosa ventral. Tanto o Bilharziellinae quanto o Gigantobilharziinae são encontrados exclusivamente em aves, enquanto os Schistosomatinae são encontrados tanto em mamíferos quanto em aves. No Denrobilharziinae, ambas as ventosas estão ausentes e o ceco possui numerosos ramos. Nesta última família existe um gênero ( Denrdobilharina ) com duas espécies ( Dendrobilharzina purvulenta e Dendrobilharzina asicaticus ).
Existem 12 gêneros nesta família. Destes, 7 infectam aves: as outras infectam mamíferos, incluindo humanos. Existem cerca de 100 espécies conhecidas nesta família. O maior gênero dentro da família Schistosomatidae é Trichobilharzia com mais de 40 espécies.
Os gêneros são:
- Subfamília Bilharziellinae
  - Gênero Bilharziella - pássaros ( Setophaga pensylvanica, patos)
- Subfamília Denrobilharziinae
  - Gênero Dendritobilharzia - pássaros ( patos, cisnes )
- Subfamília Gigantobilharziinae
  - Gigantobilharzia - pássaros ( Spinus tristis tristis )
- Subfamília Schistosomatinae
  - Allobilharzia - pássaros ( Cygnus cygnus )
  - Austrobilharzia - pássaros (principalmente aves aquáticas)
  - Bivitellobilharzia - mamíferos ( elefantes )
  - Heterobilharzia - mamíferos ( guaxinins )
  - Microbilharzia - pássaros ( Larus canescens )
  - Ornithobilharzia - mamíferos ( gado, gatos )
  - Schistomatium - mamíferos ( roedores )
  - Esquistossomose - mamíferos incluindo humanos
  - Tricobilharzia - pássaros (principalmente aves aquáticas)

Orientobilharzia difere de Schistosoma apenas no número de testículos. As quatro espécies deste gênero foram recentemente (2012) transferidas para o gênero Schistosoma com base em estudos morfológicos e moleculares. O nome do gênero agora deve ser considerado um sinônimo júnior de Schistosoma.
Os gêneros Bivitellobilharzia e Schistosoma formam um clado nesta família. Austrobilharzia e Ornithobilharzia são os parentes mais próximos deste clado.
Heterobilharzia e Schistomatium formam um clado separado, indicando que a adaptação aos hospedeiros mamíferos ocorreu pelo menos duas vezes. As espécies nesses gêneros são encontradas em mamíferos norte-americanos, sugerindo que a transmissão ocorreu por meio de pássaros, com subsequente transmissão para mamíferos.
O gênero Griphobilharzia, que infecta répteis, mostrou ser um membro da família dos espiroquídeos, cujos outros membros infectam tartarugas de água doce. Como os espiroquídeos e ao contrário dos xistomos, Griphobilharzia habita preferencialmente o sistema arterial ao invés do venoso. Este gênero foi originalmente agrupado com o esquistossoma com base na existência de dois sexos e outras características morfológicas.
Notas
Sinobilharzia é um gênero que não é mais considerado válido.